# Själevads och Arnäs domsagas valkrets
Själevads och Arnäs domsagas valkrets (fram till 1902 Själevads och Arnäs tingslags valkrets) var i valen till andra kammaren 1881–1908 en egen valkrets med ett mandat. Valkretsen, som ungefär motsvarade norra delen av dagens Örnsköldsviks kommun (med undantag för Örnsköldsviks stad, som från valet 1896 ingick i Härnösands och Örnsköldsviks valkrets), avskaffades vid införandet av proportionellt valsystem 1911 och uppgick i Ångermanlands norra valkrets. 

## Riksdagsmän
- Per Olof Hörnfeldt, lmp  (1882–1884)
- Erik Öberg, lmp (1885–1887)
- Per Olof Hörnfeldt, lmp 1887, gamla lmp 1888–1890 (höstsessionen 1887–1890)
- Jonas Domeij (14/2 1891–1893)
- Carl Öberg, lmp 1895–1905, nfr 1906–1911 (1894–1911)

## Valresultat

### 1896
| Andrakammarvalet i Sverige 1896: Själevads och Arnäs domsagas valkrets | Andrakammarvalet i Sverige 1896: Själevads och Arnäs domsagas valkrets | Andrakammarvalet i Sverige 1896: Själevads och Arnäs domsagas valkrets | Andrakammarvalet i Sverige 1896: Själevads och Arnäs domsagas valkrets | Andrakammarvalet i Sverige 1896: Själevads och Arnäs domsagas valkrets | Andrakammarvalet i Sverige 1896: Själevads och Arnäs domsagas valkrets |
| Parti                                                                  | Parti                                                                  | Kandidat                                                               | Röster                                                                 | %                                                                      | ±                                                                      |
| ---------------------------------------------------------------------- | ---------------------------------------------------------------------- | ---------------------------------------------------------------------- | ---------------------------------------------------------------------- | ---------------------------------------------------------------------- | ---------------------------------------------------------------------- |
|                                                                        | Lantmannapartiet                                                       | Carl Öberg                                                             | 518                                                                    | 60,9                                                                   |                                                                        |
|                                                                        | Folkpartiet                                                            | J. Lundblad i Jerfsö                                                   | 261                                                                    | 30,7                                                                   |                                                                        |
|                                                                        | Annat                                                                  | Övriga                                                                 | 72                                                                     | 8,4                                                                    |                                                                        |
| Valdeltagande                                                          | Valdeltagande                                                          | Valdeltagande                                                          | 854                                                                    | 51,7                                                                   |                                                                        |

- 3 röster kasserades.

### 1899
| Andrakammarvalet i Sverige 1899: Själevads och Arnäs domsagas valkrets | Andrakammarvalet i Sverige 1899: Själevads och Arnäs domsagas valkrets | Andrakammarvalet i Sverige 1899: Själevads och Arnäs domsagas valkrets | Andrakammarvalet i Sverige 1899: Själevads och Arnäs domsagas valkrets | Andrakammarvalet i Sverige 1899: Själevads och Arnäs domsagas valkrets | Andrakammarvalet i Sverige 1899: Själevads och Arnäs domsagas valkrets |
| Parti                                                                  | Parti                                                                  | Kandidat                                                               | Röster                                                                 | %                                                                      | ±                                                                      |
| ---------------------------------------------------------------------- | ---------------------------------------------------------------------- | ---------------------------------------------------------------------- | ---------------------------------------------------------------------- | ---------------------------------------------------------------------- | ---------------------------------------------------------------------- |
|                                                                        | Lantmannapartiet                                                       | Carl Öberg                                                             | 334                                                                    | 64,1                                                                   | +3,2                                                                   |
|                                                                        | Annat                                                                  | M. Söderberg                                                           | 158                                                                    | 30,3                                                                   |                                                                        |
|                                                                        | Annat                                                                  | Övriga                                                                 | 29                                                                     | 5,6                                                                    |                                                                        |
| Valdeltagande                                                          | Valdeltagande                                                          | Valdeltagande                                                          | 522                                                                    | 29,0                                                                   |                                                                        |

Valet ägde rum den 31 augusti 1899. 1 röst kasserades.

### 1902
| Andrakammarvalet i Sverige 1902: Själevads och Arnäs domsagas valkrets | Andrakammarvalet i Sverige 1902: Själevads och Arnäs domsagas valkrets | Andrakammarvalet i Sverige 1902: Själevads och Arnäs domsagas valkrets | Andrakammarvalet i Sverige 1902: Själevads och Arnäs domsagas valkrets | Andrakammarvalet i Sverige 1902: Själevads och Arnäs domsagas valkrets | Andrakammarvalet i Sverige 1902: Själevads och Arnäs domsagas valkrets |
| Parti                                                                  | Parti                                                                  | Kandidat                                                               | Röster                                                                 | %                                                                      | ±                                                                      |
| ---------------------------------------------------------------------- | ---------------------------------------------------------------------- | ---------------------------------------------------------------------- | ---------------------------------------------------------------------- | ---------------------------------------------------------------------- | ---------------------------------------------------------------------- |
|                                                                        | Lantmannapartiet                                                       | Carl Öberg                                                             | 503                                                                    | 44,8                                                                   | -19,3                                                                  |
|                                                                        | Obunden moderat                                                        | L.J. Sjödin                                                            | 351                                                                    | 31,2                                                                   |                                                                        |
|                                                                        | Annat                                                                  | Övriga                                                                 | 270                                                                    | 24,0                                                                   |                                                                        |
| Valdeltagande                                                          | Valdeltagande                                                          | Valdeltagande                                                          | 1,129                                                                  | 56,7                                                                   |                                                                        |

Valet ägde rum den 7 september 1902. 5 röster kasserades.

### 1905
| Andrakammarvalet i Sverige 1905: Själevads och Arnäs domsagas valkrets | Andrakammarvalet i Sverige 1905: Själevads och Arnäs domsagas valkrets | Andrakammarvalet i Sverige 1905: Själevads och Arnäs domsagas valkrets | Andrakammarvalet i Sverige 1905: Själevads och Arnäs domsagas valkrets | Andrakammarvalet i Sverige 1905: Själevads och Arnäs domsagas valkrets | Andrakammarvalet i Sverige 1905: Själevads och Arnäs domsagas valkrets |
| Parti                                                                  | Parti                                                                  | Kandidat                                                               | Röster                                                                 | %                                                                      | ±                                                                      |
| ---------------------------------------------------------------------- | ---------------------------------------------------------------------- | ---------------------------------------------------------------------- | ---------------------------------------------------------------------- | ---------------------------------------------------------------------- | ---------------------------------------------------------------------- |
|                                                                        | Nationella framstegspartiet                                            | Carl Öberg                                                             | 733                                                                    | 55,2                                                                   | +10,4                                                                  |
|                                                                        | Obunden liberal                                                        | Erik Godin                                                             | 593                                                                    | 44,7                                                                   |                                                                        |
|                                                                        | Annat                                                                  | Övriga                                                                 | 1                                                                      | 0,1                                                                    |                                                                        |
| Valdeltagande                                                          | Valdeltagande                                                          | Valdeltagande                                                          | 1,333                                                                  | 53,8                                                                   |                                                                        |

Valet ägde rum den 10 september 1905. 6 röster kasserades.

### 1908
| Andrakammarvalet i Sverige 1908: Själevads och Arnäs domsagas valkrets | Andrakammarvalet i Sverige 1908: Själevads och Arnäs domsagas valkrets | Andrakammarvalet i Sverige 1908: Själevads och Arnäs domsagas valkrets | Andrakammarvalet i Sverige 1908: Själevads och Arnäs domsagas valkrets | Andrakammarvalet i Sverige 1908: Själevads och Arnäs domsagas valkrets | Andrakammarvalet i Sverige 1908: Själevads och Arnäs domsagas valkrets |
| Parti                                                                  | Parti                                                                  | Kandidat                                                               | Röster                                                                 | %                                                                      | ±                                                                      |
| ---------------------------------------------------------------------- | ---------------------------------------------------------------------- | ---------------------------------------------------------------------- | ---------------------------------------------------------------------- | ---------------------------------------------------------------------- | ---------------------------------------------------------------------- |
|                                                                        | Nationella framstegspartiet                                            | Carl Öberg                                                             | 860                                                                    | 53,6                                                                   | -1,6                                                                   |
|                                                                        | Obunden liberal                                                        | Erik Godin                                                             | 745                                                                    | 46,4                                                                   | +1,7                                                                   |
| Valdeltagande                                                          | Valdeltagande                                                          | Valdeltagande                                                          | 1,611                                                                  | 65,6                                                                   |                                                                        |

Valet ägde rum den 21 september 1908. 6 röster kasserades.